# Welterbe in Rumänien
Zum Welterbe in Rumänien gehören (Stand 2024) elf UNESCO-Welterbestätten, darunter neun Stätten des Weltkulturerbes und zwei Stätten des Weltnaturerbes. Rumänien ist der Welterbekonvention 1990 beigetreten, die erste Welterbestätte wurde 1991 in die Welterbeliste aufgenommen. Die bislang letzten Welterbestätten wurden 2024 eingetragen.

## Welterbestätten
Die folgende Tabelle listet die UNESCO-Welterbestätten in Rumänien in chronologischer Reihenfolge nach dem Jahr ihrer Aufnahme in die Welterbeliste (K – Kulturerbe, N – Naturerbe, K/N – gemischt, (G) – auf der Liste des gefährdeten Welterbes).
| Bild                                                | Bezeichnung                                                                           | Jahr       | Typ   | Ref. | Beschreibung |
| --------------------------------------------------- | ------------------------------------------------------------------------------------- | ---------- | ----- | ---- | --- |
| Donaudelta (weitere Bilder)                         | Donaudelta (Lage)                                                                     | 1991       | N     | 588  | Das Biosphärenreservat Donaudelta befindet sich im Mündungsgebiet der Donau in das Schwarze Meer. Es liegt zu 82,5 Prozent im rumänischen Teil der Landschaft Dobrudscha sowie zu 17,5 Prozent in der Ukraine. Erfüllte Kriterien für Weltnaturerbe: vii., x. |
| Bauernburg Tartlau (weitere Bilder)                 | Dörfer und Wehrkirchen in Transsilvanien (Siebenbürgen) (Lage)                        | 1993, 1999 | K     | 596  | Die Kirchenburgen wurden in Siebenbürgen zur Verteidigung gegen Türken und Tataren-Einfälle erbaut. Zum Welterbe gehören die sieben Dörfer Câlnic (Kelling), Dârjiu (Ders), Prejmer (Tartlau), Saschiz (Keisd), Valea Viilor (Wurmloch) und Viscri (Deutsch-Weißkirch) und seit 1999 Biertan (Birthälm) Erfüllte Kriterien für Weltkulturerbe: i., iv. |
| Kloster Horezu (weitere Bilder)                     | Kloster Horezu (Lage)                                                                 | 1993       | K     | 597  | Das Kloster Horezu steht im Westen der Walachei am Fuße der Karpaten. Das Kloster wurde 1690 von dem damaligen Fürsten der Walachei Constantin Brâncoveanu (1654–1714) gegründet. Das Kloster ist im Brâncoveanu-Stil gebaut. Erfülltes Kriterium für Weltkulturerbe: ii. |
| Kloster Moldovița (weitere Bilder)                  | Kirchen der Moldau (Lage)                                                             | 1993, 2010 | K     | 598  | Die Moldauklöster sind eine Gruppe von rumänisch-orthodoxen Klöstern in der südlichen Bukowina. Ihr Bau wurde im 15. und 16. Jahrhundert im damaligen Fürstentum Moldau von Stefan dem Großen und seinen Nachfolgern rund um den Amtssitz Suceava veranlasst. Zum Welterbe gehören die acht Kirchen Kirche der Enthauptung Johannes des Täufers in Arbore, Mariä-Entschlafens-Kirche in Humor, Kirche Mariä Verkündigung in Moldovița, Kreuzerhöhungskirche in Pătrăuți, Nikolaikirche in Probota, Georgskirche in Suceava, Georgskirche in Voroneț und seit 2010 das Auferstehungskirche in Sucevița. Erfüllte Kriterien für Weltkulturerbe: i., iv. |
| Historische Zentrum von Sighișoara (weitere Bilder) | Historisches Zentrum von Sighișoara (Schäßburg) (Lage)                                | 1999       | K     | 902  | Das „Historische Zentrum“, die sogenannte Burg, wurde im 17. Jahrhundert von den Siebenbürger Sachsen unter dem lateinischen Namen Castrum Sex erbaut. Erfüllte Kriterien für Weltkulturerbe: iii., v. |
| Holzkirche in Șurdești (weitere Bilder)             | Holzkirchen von Maramureș (Lage)                                                      | 1999       | K     | 904  | Die Holzkirchen in der Maramureș sind etwa 60 Kirchengebäude in der Region Maramureș, ca. 45 davon in Rumänien, ungefähr 15 in der Ukraine. Acht davon im rumänischen Kreis Maramureș sind von der UNESCO zum Welterbe erklärt worden: Bârsana, Holzkirche von Budești Josani in Budești, Desești, Holzkirche von Ieud Deal in Ieud, Holzkirche von Plopiș in Plopiș (Maramureș), Holzkirche von Poienile Izei in Poienile Izei, Holzkirche von Rogoz in Rogoz (Maramureș) und Holzkirche in Șurdești. Erfülltes Kriterium für Weltkulturerbe: iv. |
| Sarmizegetusa Regia (weitere Bilder)                | Festungsanlagen der Daker in den Bergen von Orastie (Lage)                            | 1999       | K     | 906  | Die sechs dakischen Festungsanlagen im Gebirge von Orăștie wurden vom 1. Jahrhundert v. Chr. bis zum 1. Jahrhundert n. Chr. zur Verteidigung gegen die Römer errichtet. Dazu gehören die sechs Stätten Sarmizegetusa (einstige Hauptstadt des Dakerreichs), Costești-Cetățuie, Costești-Blidaru, Luncani-Piatra Roșie, Bănița und Căpâlna. Erfüllte Kriterien für Weltkulturerbe: ii., iii., iv. |
| Holzsteg über die Nera (weitere Bilder)             | Alte Buchenwälder und Buchenurwälder der Karpaten und anderer Regionen Europas (Lage) | 2017       | N     | 1133 | Transnationales Welterbe mit 17 weiteren Ländern in Europa. In Rumänien gehören dazu 12 Schutzgebiete in Izvoarele Nerei, Nationalpark Cheile Nerei-Beușnița und Domogled – Valea Cernei: Domogled – Coronini – Bedina, Iauna Craiovei und Ciucevele Cernei. Erfülltes Kriterium für Weltnaturerbe: ix. |
| Bergbaulandschaft in Roșia Montană (weitere Bilder) | Bergbaulandschaft Roșia Montană (Lage)                                                | 2021       | K (G) | 1552 | Roșia Montană (Goldbach) zählt zu den ältesten und bedeutendsten Gold-Lagerstätten Europas. Aufgrund drohenden Bergbaus ist es benefalls auf der Liste des gefährdeten Welterbes verzeichnet. Erfüllte Kriterien für Weltkulturerbe: ii., iii., iv. |
| Unendliche Säule (weitere Bilder)                   | Skulpturenensemble von Brâncusi in Târgu Jiu (Lage)                                   | 2024       | K     | 1473 | Das Skulpturenensemble von Târgu Jiu wurde von Constantin Brâncuși zur Erinnerung an die Helden des Ersten Weltkrieges errichtet: Tisch des Schweigens, Tor des Kusses, Unendliche Säule. Erfüllte Kriterien für Weltkulturerbe: i., ii., iv., vi. |
| Colonia Sarmizegetusa (weitere Bilder)              | Grenzen des Römischen Reiches - Dakien                                                | 2024       | K     | 1718 | Insgesamt 277 von 302 einst vorgeschlagenen Komponenten sind Teil des Welterbes. Porolissum ist die markanteste Komponente. Erfüllte Kriterien für Weltkulturerbe: ii., iii., iv. |

## Tentativliste
In der Tentativliste sind die Stätten eingetragen, die für eine Nominierung zur Aufnahme in die Welterbeliste vorgesehen sind.
Mit Stand 2024 sind 17 Stätten in der Tentativliste von Rumänien eingetragen, die letzte Eintragung erfolgte im April 2024.
Die folgende Tabelle listet die Stätten in chronologischer Reihenfolge nach dem Jahr ihrer Aufnahme in die Tentativliste.
| Bild                                                | Bezeichnung                                                             | Jahr | Typ | Ref. | Beschreibung |
| --------------------------------------------------- | ----------------------------------------------------------------------- | ---- | --- | ---- | --- |
| Kirche des Klosters Neamț (weitere Bilder)          | Kloster Neamț (Lage)                                                    | 1991 | K   | 544  | Das Kloster Neamț ließ Stefan der Große erbauen. In seiner Blütezeit war das Kloster ein bedeutendes Kulturzentrum mit Schulen für Miniaturmalerei und Kalligrafien. |
| Kathedrale von Curtea de Argeș (weitere Bilder)     | Byzantinische und post-byzantinische Kirchen von Curtea de Argeș (Lage) | 1991 | K   | 545  | Die Kathedrale von Curtea de Argeș ähnelt einem sehr großen und kunstvollen Mausoleum und wurde im byzantinischen Stil mit maurischen Arabesken erbaut. Weitere Kirchenbauten sind die Fürstenkirche „Sankt Nikolaus von Curtea de Argeș“ und die Kirche „Sankt Nikolaus der Kleine“                                                                                |
| Höhlenkloster Murfatlar (weitere Bilder)            | Felsenensemble von Basarabi (Lage)                                      | 1991 | K   | 549  | Das in einen Kreidesteinbruch aus dem 9. Jahrhundert hineingebaute Höhlenkloster Murfatlar umfasst sechs Höhlenkirchen, Galerien, Wohnungen und Grabmäler. |
| Herrenhaus Duca in Măldărești (weitere Bilder)      | Kulas der Kleinen Walachei                                              | 1991 | K   | 552  | Die Kulas der Kleinen Walachei sind Wehrbauten aus dem 16. Jahrhundert, die zum Schutz gegen die Türkeneinfälle errichtet wurden. 27 Kulas stehen auf der Tentativliste der UNESCO. |
| Steinkirche in Densuș (weitere Bilder)              | Kirche von Densuș (Lage)                                                | 1991 | K   | 553  | Die orthodoxe Kirche Sf. Nicolae von Densuș ist die älteste Steinkirche Rumäniens, in welcher heute noch Gottesdienste stattfinden. Sie wurde in der ersten Hälfte des 13. Jahrhunderts in der Nähe einer Römerstraße errichtet. Das Baumaterial der Kirche stammt von der Ruine der Burg der ehemaligen römischen Hauptstadt Dakiens, Ulpia Traiana Sarmizegetusa. |
| Tor III der Festung von Alba Iulia (weitere Bilder) | Historischer Kern der Stadt Alba Iulia (Karlsburg) (Lage)               | 1991 | K   | 555  | |
| Gipfel Peleaga (weitere Bilder)                     | Retezat-Massiv (Lage)                                                   | 1991 | N   | 557  | Das Retezat-Gebirge wurde 1935 als erster Nationalpark des Landes gegründet. Seit 1979 ist ein Teil des Nationalparks als Biosphärenreservat der UNESCO ausgewiesen. |
| Gipfel Pietrosu (weitere Bilder)                    | Nationalpark Rodna-Gebirge (Lage)                                       | 1991 | N   | 558  | Im Jahr 1932 wurde das Reservat Pietrosu Mare unter Naturschutz gestellt. 1979 verlieh die UNESCO dem Naturschutzgebiet den Status eines Biosphärenreservats. |
| Der Sibișel Fluss                                   | Geopark der Dinosaurier von Sânpetru (Lage)                             | 1991 | N   | 559  | In Sânpetru – ein Dorf der Gemeinde Sântămăria-Orlea – wurden in geologische Formation aus dem frühen Maastrichtium Fossilien von Dinosaurierreste geborgen. |
| Blick auf Slătioara (weitere Bilder)                | Urwald von Slătioara (Lage)                                             | 1991 | N   | 560  | Die Nadelwälder von Slătioara, ein Dorf der Gemeinde Stulpicani im Kreis Suceava, sind einzigartig in Rumänien und stehen seit 1991 unter Naturschutz. |
| Blick auf den „Kleinen Ring“ (weitere Bilder)       | Das historische Zentrum von Sibiu und sein Ensemble von Plätzen (Lage)  | 2004 | K   | 1929 | Hermannstadt (Sibiu) wurde im 12. Jahrhundert von den Siebenbürger Sachsen angelegt und war über Jahrhunderte deren politisches, wirtschaftliches und kulturelles Zentrum, was sich bis heute in seinem historischen Zentrum widerspiegelt. |
| Rimetea (weitere Bilder)                            | Die traditionellen Dörfer Hollókő und Rimetea und ihre Umgebungen       | 2012 | K   | 5683 | Geplante Erweiterung der ungarischen Welterbestätte Traditionelles Dorf Hollókő (Ref. 401) und das rumänische Dorf Rimetea (Lage) zu einer transnationalen Welterbestätte. |
| Karte des Donaulimes (weitere Bilder)               | Grenzen des Römischen Reiches - Donaulimes                              | 2020 | K   | 6446 | Insgesamt 49 Komponenten |
| Gefängnis in Jilava (weitere Bilder)                | Ehemalige Kommunistische Gefängnisse in Rumänien                        | 2024 | K   | 6760 | Vorschlag umfasst 5 Gefängnisse in unetrscheidlichen Teilen Rumäniens. „Penitenciarul București-Jilava - Fort 13“ in Jilava, „Penitenciarul Râmnicu Sărat“ in Râmnicu Sărat, „Penitenciarul Pitești“ in Pitești, „Penitenciarul Făgăraș“ in Făgăraș, „Penitenciarul Sighetu Marmației“ in Sighetu Marmației.                                                        |
| Höhle von Movile                                    | Höhle von Movile (Lage)                                                 | 2024 | N   | 6761 | |
| Kloster Sf. Trei Ierarhi in Iași (weitere Bilder)   | Fürstliche religiöse Stiftungen in der Walachei und in Moldawien        | 2024 | K   | 6763 | Umfasst die Kathedrale von Curtea de Argeș (bereits seit 1991 und auch weiterhin als eigenständiger Vorschlag auf der Tentativliste) und die Sf. Trei Ierarhi in Iași (stand seit 1991 auf der Tentivliste). Das Kloster der heiligen drei Hierarchen (Sf. Trei Ierarhi) in Iași wurde von Vasile Lupu im gotischen Stil erbaut (1637–1639).                        |
| Schloss Peleș (weitere Bilder)                      | Königliche Residenzen von Sinaia (Lage)                                 | 2024 | K   | 6764 | Umfasst das Schloss Peleș und das Schloss Pelișor in Sinaia |